# Coleophora breyeri
Coleophora breyeri é uma espécie de mariposa do gênero Coleophora pertencente à família Coleophoridae.